# Grounding
Grounding je termín pro rastafariánské náboženské setkání. Jiný zaužívaný termín je reasoning.

## Náboženská praxe
Předmětem setkání je sdílení, meditace, modlitby, kouření posvátných bylin, tanec i společné jídlo. Obvykle se probírají i společenská a politická témata.